# Ab immemorabili
Ab immemorabili (alla lettera da immemorabile, sottintendendo tempo) è un'espressione latina, usata soprattutto nel linguaggio giuridico.

## Utilizzo
Si trova spesso in riferimento a un comportamento che, iniziato in un istante non precisato ma remoto nel tempo (ab immemorabili) e ripetuto, dà origine a una norma consuetudinaria, ovvero non scritta o imposta da un'autorità ma da sempre applicata e ritenuta dai consociati come necessaria.